# Lost and Found (álbum de Mudvayne)
Lost and found es el tercer álbum de estudio de la banda estadounidense de metal alternativo Mudvayne: Ha vendido más de 800 000 copias en todo el mundo.

## Lanzamiento
Salió a la venta el 12 de abril de 2005, siendo su primer sencillo "Determined", seguido por "Happy?".

## Lista de canciones
1. "Determined" – 2:39
2. "Pushing Through" – 3:28
3. "Happy?" – 3:37
4. "IMN" – 5:51
5. "Fall Into Sleep" – 3:51
6. "Rain. Sun. Gone" – 4:35
7. "Choices" – 8:05
8. "Forget to Remember" – 3:35
9. "TV Radio" – 3:26
10. "Just" – 3:00
11. "All That You Are" – 6:11
12. "Pulling The String" – 5:05

### Sencillos
1. "Determined" – 2:39 Lanzamiento:
2. "Happy?" – 3:37 Lanzamiento:
3. "Forget to Remember" – 3:35 Lanzamiento:
4. "Fall Into Sleep" – 3:51 Lanzamiento:

## Curiosidades
- "Forget to Remember" se presentó como la canción sonora de la película Saw II. (Durante la clausura créditos)
- "Determined" apareció como canción sonora del videojuego Need For Speed Underground 2.

## Posicionamiento
Álbum - Billboard (Norteamérica)
| Año  | Listas              | Posición |
| ---- | ------------------- | -------- |
| 2005 | The Billboard 200   | 2        |
| 2005 | Top Internet Albums | 2        |

Sencillos - Billboard (Norteamérica)
| Año  | Sencillo             | Listas                 | Posición |
| ---- | -------------------- | ---------------------- | -------- |
| 2005 | "Happy?"             | Billboard Hot 100      | 89       |
| 2005 | "Happy?"             | Mainstream Rock Tracks | 1        |
| 2005 | "Happy?"             | Modern Rock Tracks     | 8        |
| 2005 | "Forget To Remember" | Mainstream Rock Tracks | 8        |
| 2005 | "Forget To Remember" | Modern Rock Tracks     | 23       |
| 2006 | "Fall Into Sleep"    | Mainstream Rock Tracks | 4        |